# 前585年
| 千纪： | 前1千纪 |
| 世纪： | 前7世纪 \| 前6世纪 \| 前5世纪 |
| 年代： | 前610年代 \| 前600年代 \| 前590年代 \| 前580年代 \| 前570年代 \| 前560年代 \| 前550年代                                                                                            |
| 年份： | 前590年 \| 前589年 \| 前588年 \| 前587年 \| 前586年 \| 前585年 \| 前584年 \| 前583年 \| 前582年 \| 前581年 \| 前580年                                                              |
| 纪年： | 周简王元年 魯成公六年 齐顷公十四年 晉景公十五年 秦桓公十九年 宋共公四年 楚共王六年 衛定公四年 陈成公十四年 蔡景侯七年 曹宣公十年 郑悼公二年 燕昭公二年 吴王寿梦元年 杞桓公五十二年 |

## 大事記
- 楚國發生「子儀之亂」，大夫析公逃到晉國，成為謀士，這是「楚才晉用」的典故。
- 杞國第10任君主杞桓公即位。
- 欒書率師救鄭國，迫楚國退軍，然後引得勝之師，侵伐楚國的盟友蔡國。楚軍回師救蔡，晉國將領意見分歧，一派主戰，一派主張撤兵回國，兩派在欒書面前各陳己見，他擇善而從，決定退兵。時人譽為從善如流。

## 逝世
- 三月十一日（4月3日） - 神武天皇，日本第1代天皇